# XXII Giochi olimpici invernali
I XXII Giochi olimpici invernali (in russo XXII зимние Олимпийские игры?, XXII zimnie Olimpijskie igry), noti anche come Soči 2014, si sono svolti a Soči (Russia) dal 7 al 23 febbraio 2014. Nella stessa località si sono tenuti gli XI Giochi paralimpici invernali. Alcune gare sono state disputate nella stazione sciistica di Krasnaja Poljana, a circa 45 km dalla città olimpica, mentre il villaggio olimpico è stato ospitato nella cittadina di Adler, a circa 28 km da Soči.
Le mascotte delle Olimpiadi sono tre animali: l'orso polare, la lepre artica e il leopardo delle nevi.
È stata la prima manifestazione olimpica invernale ospitata dalla Russia. Precedentemente l'Unione Sovietica aveva ospitato i Giochi Olimpici estivi del 1980 di Mosca. Il costo totale delle infrastrutture e degli impianti realizzati in previsione dell'evento ammontava a 12 miliardi di dollari, ma diversi fattori hanno determinato l'espansione del budget ad oltre 51 miliardi di dollari, rendendo quella di Soči la manifestazione olimpica più costosa di sempre.
La vigilia dell'inizio dei Giochi è stata molto tesa e ha suscitato numerosi dibattiti, tra gli attacchi terroristici degli estremisti islamici guidati da Dokka Umarov e le proteste contro la legge omofoba approvata in Russia nel 2013, continuate anche durante le competizioni sportive.
Alcuni sportivi della nazionale ucraina durante la manifestazione hanno abbandonato le gare per protestare contro il presidente ucraino filorusso Viktor Janukovyč, ritenuto responsabile della violenta repressione dei manifestanti di Euromaidan, che ha causato più di 100 morti, nella vicina Kiev.

## Assegnazione
L'elezione della città organizzatrice dei giochi si è tenuta il 4 luglio 2007 a Città del Guatemala, durante la 119ª sessione del Comitato Olimpico Internazionale. Sette città avevano presentato ufficialmente la loro candidatura e di queste tre erano state designate come finaliste: Salisburgo, PyeongChang ed appunto Soči.
Sono state necessarie due votazioni, a seguito della prima delle quali la città di Salisburgo risultò subito scartata; nella votazione finale la città russa risultò preferita alla coreana, 51 voti contro 47.
Il presidente del comitato russo per la candidatura è stato Dmitryj Černyšenko, poi riconfermato come presidente del comitato organizzatore, mentre alla guida del consiglio per lo sport e la preparazione ai Giochi è stato posto il primo ministro Viktor Zubkov. Di tale consiglio fanno parte anche ministri, rappresentanti dei dipartimenti e degli enti pubblici.
Tra i principali promotori della candidatura di Soči per ospitare le olimpiadi del 2014 c'era anche il presidente della Federazione Russa Vladimir Putin, che è personalmente intervenuto proprio al congresso del CIO svoltosi in Guatemala come presentatore a favore della designazione della città russa.
A causa degli attentati ceceni a Volgograd (attentati di Volgograd del 2013), la città è stata circondata da una rete di sorveglianza di 140 km nel timore che i ceceni e i daghestani potessero colpire le olimpiadi.
| Città       | Paese (NOC)   | Round 1 | Round 2 |
| ----------- | ------------- | ------- | ------- |
| Sochi       | Russia        | 34      | 51      |
| Pyeongchang | Corea del Sud | 36      | 47      |
| Salisburgo  | Austria       | 25      | —       |

## Sviluppo e preparazione
Per colmare una relativa carenza infrastrutturale della città, all'interno del progetto olimpico di Soči ha provveduto ad un'ampia serie di iniziative e di lavori pubblici. In particolare il governo russo ha disposto un potenziamento del sistema aeroportuale, assicurando la realizzazione di collegamenti frequenti con Francoforte.
In occasione di una visita del presidente del CIO Jacques Rogge a fine settembre 2007 Putin ha promesso trasparenza, serietà e applicazione nella realizzazione delle infrastrutture.

### Sedi di gara

Mappa della zona del parco olimpico

2014 Olimpiadi invernali di montagna Luoghi (mappa interattiva)

I giochi sono organizzati interamente nella municipalità di Soči, ma suddivisi in due luoghi: un gruppo di impianti ad Adler e uno sulle montagne, a Krasnaja Poljana. Il Parco olimpico di Adler è sul litorale del Mar Nero, nella piana Imereti. Tutti gli edifici sono stati realizzati intorno ad un bacino centrale d'acqua, su cui sorge la piazza delle medaglie. Tutto questo consente un'immagine di grande compattezza fra lo Stadio Olimpico Fišt e tutti gli impianti circostanti.
| Impianto                            | Municipalità (città)    | Sport                                       | Inaugurazione | Capacità                            |
| ----------------------------------- | ----------------------- | ------------------------------------------- | ------------- | ----------------------------------- |
| Adler Arena                         | Soči (Adler)            | Pattinaggio di velocità                     | 2012          | 8 000                               |
| Centro Cubo di Ghiaccio del Curling | Soči (Adler)            | Curling                                     | 2012          | 3 00                                |
| Laura Biathlon & Sci di fondo       | Soči (Krasnaja Poljana) | Biathlon Combinata nordica Sci di fondo     | 2013          | 7 500                               |
| Palazzo del ghiaccio Bol'šoj        | Soči (Adler)            | Hockey su ghiaccio                          | 2012          | 12 000                              |
| Palazzo del ghiaccio di Pattinaggio | Soči (Adler)            | Pattinaggio di figura Short track           | 2012          | 12 000                              |
| Roza Chutor Extreme Park            | Soči (Krasnaja Poljana) | Freestyle Snowboard                         | 2012          | 4 000 (Freestyle) 6 250 (Snowboard) |
| Roza Chutor Alpine Resort           | Soči (Krasnaja Poljana) | Sci alpino                                  | 2012          | 7 500                               |
| RusSki Gorki                        | Soči (Krasnaja Poljana) | Combinata nordica Salto con gli sci         | 2012          | 7 500                               |
| Šajba Arena                         | Soči (Adler)            | Hockey su ghiaccio                          | 2013          | 7 000                               |
| Sliding Center Sanki                | Soči (Krasnaja Poljana) | Bob Skeleton Slittino                       | 2012          | 5 000                               |
| Stadio Olimpico Fišt                | Soči (Adler)            | Cerimonia di apertura Cerimonia di chiusura | 2012          | 40 000                              |

#### Villaggi olimpici
- Adler
- Krasnaja Poljana

#### Media centre
- Adler

### Simboli

#### Logo
Il logo ufficiale di Soči 2014 è stato svelato il 30 novembre 2009, presentato dal presidente del comitato organizzatore dei Giochi Dmitryj Černyšenko, dal presidente del CIO Jacques Rogge e dal presidente della commissione di coordinamento del CIO per Soči 2014 Jean-Claude Killy; il logo è stato creato dalla società di consulenza Interbrand, una multinazionale specializzata nello studio, nell'analisi e nella creazione di marchi. Prima di questo ne era stato creato uno utilizzato per la fase di candidatura a città organizzatrice delle Olimpiadi.
L'emblema è formato dalla scritta "Sochi2014.ru" completato dai cinque cerchi olimpici: è la prima volta che un logo rappresenta anche un sito web ed è il simbolo di come grazie alla tecnologia digitale gli appassionati di sport invernali potranno connettersi e comunicare; il dominio ".ru" è usato per indicare come i Giochi siano organizzati dall'intera nazione russa. Le scritte "Sochi" e "2014", formate con caratteri volutamente speculari, a detta dei creatori simboleggiano le montagne che si riflettono sul mare, a voler sottolineare l'effettiva conformazione geografica della città di Soči.
Lo slogan del logo è "Gateway to the Future" (Accesso verso il Futuro) e vuole indicare come queste Olimpiadi debbano essere per la Russia un trampolino di lancio per le future generazioni non unicamente sportivo, ma anche sociale, economico ed ambientale.

#### Motto
Cinquecento giorni prima della data prefissata per la cerimonia di apertura è stato rivelato il motto di questi Giochi "Hot.Cool.Yours."' (Caldo.Freddo.Tuoi.) e nell'intento degli organizzatori vuole identificare con la parola "hot" l'intensità delle gare e la passione degli sportivi, oltreché individuare la città di Soči, posta a sud della Russia; "cool" simboleggia i Giochi olimpici invernali e la percezione di "glaciale" come viene comunemente intesa la popolazione russa; con il termine "yours" invece si vuole indicare il coinvolgimento personale di ogni singolo spettatore.

#### Mascotte

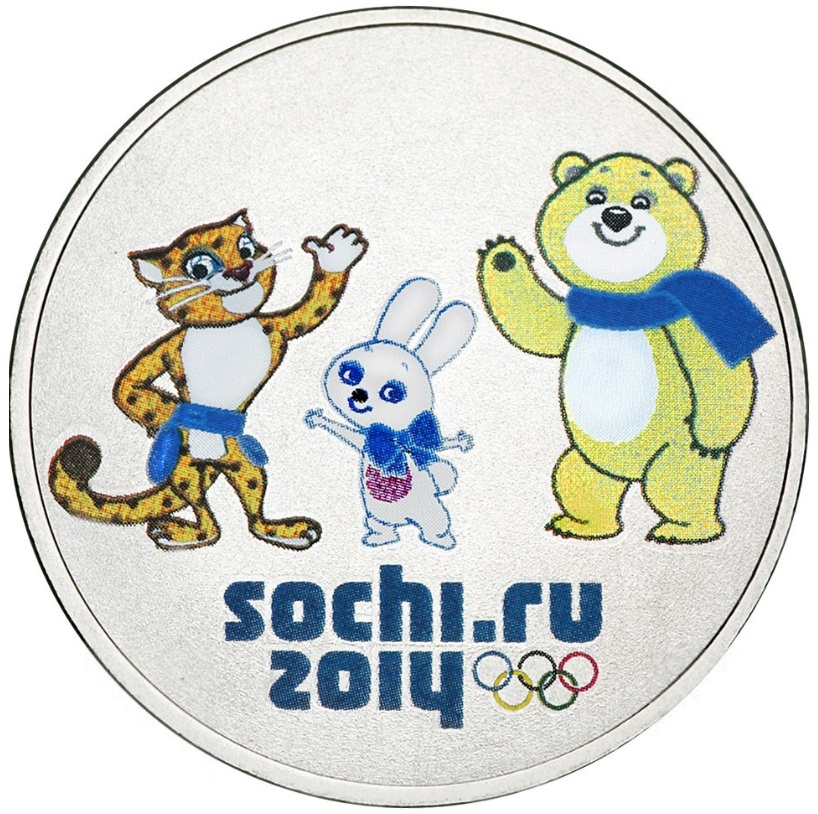
Le mascotte di Soči 2014

Per scegliere le mascotte dei Giochi olimpici il comitato organizzatore ha istituito un concorso aperto in un primo tempo ai soli cittadini russi, ma che è stato successivamente esteso a livello internazionale. Una giuria di esperti ha valutato gli oltre 24 000 disegni ricevuti dal 1º settembre al 5 dicembre 2010 e tra tutti questi ha scelto una lista di mascotte che è successivamente stata oggetto di una votazione pubblica nel corso di un programma televisivo il 26 febbraio 2011. Alla fine di questa selezione sono state ufficializzate le tre mascotte per le Olimpiadi, tutte rappresentanti animali: un orso polare, una lepre ed un leopardo dell'Amur.

#### Medaglie
Il 30 maggio 2013 sono state mostrate per la prima volta al pubblico le medaglie che verranno consegnate a coloro che riusciranno a salire sul podio in questa edizione dei Giochi olimpici. Ideate dall'agenzia pubblicitaria Leo Burnett e prodotte in circa 1300 esemplari dalla ditta di gioielli Adamas hanno un peso variante tra i 460 e 531 grammi, a seconda del materiale con le quali sono state realizzate, ed ognuna ha un diametro di 100 millimetri ed uno spessore di 10; sulla parte anteriore della medaglia sono presenti gli anelli olimpici, mentre sul rovescio è inciso il nome della competizione in lingua inglese nonché il logo dei Giochi, sul bordo è invece impresso il nome ufficiale dei Giochi in russo, inglese e francese. La peculiarità della foggia, oltre ad un mosaico contenente disegni tipici nazionali delle varie culture ed etnie russe, sta nell'inserimento di una parte in policarbonato trasparente che intende rappresentare il paesaggio di Soči simboleggiando le montagne che si affacciano sulla costa del Mar Nero.
Le medaglie d'oro che verranno assegnate il 15 febbraio avranno una particolarità, conterranno infatti un pezzo di meteorite, lo stesso che esattamente un anno prima si frantumò sopra l'abitato di Čeljabinsk causando il ferimento di 1491 persone ed ingenti danni alle cose.

#### Torcia
La torcia olimpica è stata presentata il 14 gennaio 2013: realizzata in alluminio e materiale plastico e di colore argento e rosso acceso. A detta degli ideatori, un gruppo di designer russi guidati da Vladimir Pirožkov e Andrej Vodjanik, ha una forma che vuole ricordare la piuma di un uccello, e più specificatamente della leggendaria fenice. Prodotta in 14000 esemplari, ogni torcia ha un peso di 1,8 kg e ha una lunghezza di 95 cm.
L'accensione ha avuto luogo il 29 settembre 2013, con la consueta cerimonia tenutasi ad Olimpia. Il primo tedoforo è stato lo sciatore greco Ioannis Antoniou; dopo aver percorso circa 2000 km in Grecia, la fiamma olimpica è giunta in territorio russo il 7 ottobre e partendo da Mosca ha percorso un viaggio lungo oltre 65 000 km che ha toccato tutti gli 83 soggetti federali della Russia e che è terminata a Soči il 7 febbraio 2014, giorno in cui si è tenuta la cerimonia di apertura delle Olimpiadi. Nel suo tragitto, la fiamma è approdata per la prima volta al Polo nord a bordo della 50 let Pobedy, una nave rompighiaccio a propulsione nucleare e sempre per la prima volta, la torcia, che era stata preventivamente spenta per ovvie ragioni di sicurezza, è andata anche nello spazio, giungendo sulla Stazione spaziale internazionale tramite il veicolo spaziale Sojuz, comandato dal russo Michail Tjurin nel corso della missione Sojuz TMA-11M.

## I Giochi

### Paesi partecipanti
Sono 88 le nazioni che hanno qualificato almeno un atleta per partecipare a questa edizione dei Giochi, sei in più della precedente edizione. Gli atleti dell'India avrebbero inizialmente dovuto partecipare sotto la bandiera olimpica, come "Partecipanti Olimpici Indipendenti", in quanto il Comitato Olimpico Indiano era stato sospeso dal CIO per alcune inadempienze ai precetti della carta olimpica e come misura di protezione a causa delle ingerenze del governo indiano nel processo di elezione dei membri del comitato nazionale. Tuttavia tale sospensione è stata revocata a Giochi in corso, e il CIO ha permesso all'India di gareggiare regolarmente.
Di seguito sono elencati i paesi partecipanti, con indicato tra parentesi il numero di atleti che hanno gareggiato a Soči. Dominica, Malta, Paraguay, Timor Est, Togo, Tonga e Zimbabwe hanno fatto il loro esordio ai Giochi olimpici invernali.

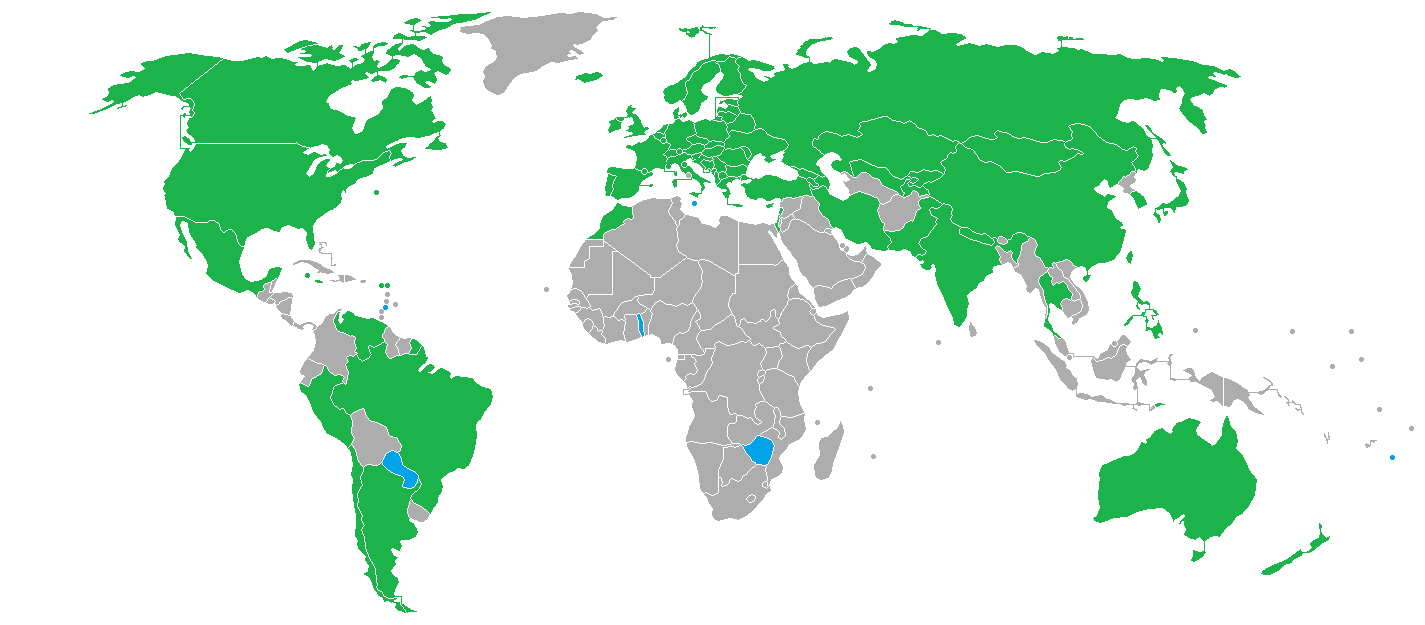
In verde gli 88 paesi partecipanti, in blu le nazioni debuttanti alle Olimpiadi invernali, in grigio le nazioni che non hanno presentato atleti

- Albania (2)
- Andorra (6)
- Argentina (7)
- Armenia (4)
- Australia (61)
- Austria (130)
- Azerbaigian (4)
- Belgio (7)
- Bermuda (1)
- Bielorussia (24)
- Bosnia ed Erzegovina (5)
- Brasile (13)
- Bulgaria (18)
- Canada (221)
- Cile (6)
- Cina (66)
- Taipei cinese (3)
- Cipro (2)
- Corea del Sud (71)
- Croazia (11)
- Danimarca (12)
- Dominica (2)
- Estonia (24)
- Filippine (1)
- Finlandia (103)
- Francia (105)
- Georgia (4)
- Germania (152)
- Giamaica (2)
- Giappone (113)
- Grecia (7)
- Hong Kong (1)
- India (3)
- Iran (5)
- Irlanda (5)
- Islanda (5)
- Isole Cayman (1)
- Isole Vergini Americane (1)
- Isole Vergini Britanniche (1)
- Israele (5)
- Italia (113)
- Kazakistan (52)
- Kirghizistan (1)
- Lettonia (58)
- Libano (2)
- Liechtenstein (4)
- Lituania (9)
- Lussemburgo (1)
- Macedonia (3)
- Malta (1)
- Marocco (2)
- Messico (1)
- Moldavia (4)
- Monaco (5)
- Mongolia (2)
- Montenegro (2)
- Nepal (1)
- Norvegia (134)
- Nuova Zelanda (15)
- Paesi Bassi (41)
- Pakistan (1)
- Paraguay (1)
- Perù (3)
- Polonia (59)
- Portogallo (2)
- Gran Bretagna (62)
- Rep. Ceca (85)
- Romania (24)
- Russia (225)
- San Marino (2)
- Serbia (8)
- Slovacchia (62)
- Slovenia (65)
- Spagna (20)
- Stati Uniti (230)
- Svezia (106)
- Svizzera (168)
- Tagikistan (1)
- Thailandia (2)
- Timor Est (1)
- Togo (2)
- Tonga (1)
- Turchia (6)
- Ucraina (43)
- Ungheria (16)
- Uzbekistan (3)
- Venezuela (1)
- Zimbabwe (1)

| Paesi che hanno partecipato nel 2010, ma non nel 2014.                | Paesi che hanno partecipato nel 2014, ma non nel 2010.                                                                   |
| --------------------------------------------------------------------- | --- |
| Algeria Colombia Etiopia Ghana India Corea del Nord Senegal Sudafrica | Dominica Lussemburgo Malta Paraguay Filippine Thailandia Timor Est Togo Tonga Venezuela Isole Vergini Americane Zimbabwe |

### Discipline
Il programma olimpico prevede competizioni in 15 discipline:
| Disciplina              | Maschile | Femminile | Misti | Totali |
| ----------------------- | -------- | --------- | ----- | ------ |
| Biathlon                | 5        | 5         | 1     | 11     |
| Bob                     | 2        | 1         |       | 3      |
| Combinata nordica       | 3        |           |       | 3      |
| Curling                 | 1        | 1         |       | 2      |
| Freestyle               | 5        | 5         |       | 10     |
| Hockey su ghiaccio      | 1        | 1         |       | 2      |
| Pattinaggio di figura   | 1        | 1         | 3     | 5      |
| Pattinaggio di velocità | 6        | 6         |       | 12     |
| Salto con gli sci       | 3        | 1         |       | 4      |
| Sci alpino              | 5        | 5         |       | 10     |
| Sci di fondo            | 6        | 6         |       | 12     |
| Short track             | 4        | 4         |       | 8      |
| Skeleton                | 1        | 1         |       | 2      |
| Slittino                | 2        | 1         | 1     | 4      |
| Snowboard               | 5        | 5         |       | 10     |
| Totale (15 discipline)  | 49       | 43        | 6     | 98     |

### Calendario degli eventi
| CA | Cerimonia d'apertura | ● | Competizioni | GG | Gran galà di esibizione |  | Finali | CC | Cerimonia di chiusura |

| Febbraio                | Gio | Ven | Sab | Dom | Lun | Mar | Mer | Gio | Ven | Sab | Dom | Lun | Mar | Mer | Gio | Ven | Sab | Dom | Totale |
| Febbraio                | 6   | 7   | 8   | 9   | 10  | 11  | 12  | 13  | 14  | 15  | 16  | 17  | 18  | 19  | 20  | 21  | 22  | 23  | Totale |
| ----------------------- | --- | --- | --- | --- | --- | --- | --- | --- | --- | --- | --- | --- | --- | --- | --- | --- | --- | --- | ------ |
| Cerimonia d'apertura    |     | CA  |     |     |     |     |     |     |     |     |     |     |     |     |     |     |     |     |        |
| Biathlon                |     |     | 1   | 1   | 1   | 1   |     | 1   | 1   |     | 1   | 1   |     | 1   |     | 1   | 1   |     | 11     |
| Bob                     |     |     |     |     |     |     |     |     |     |     | ●   | 1   | ●   | 1   |     |     | ●   | 1   | 3      |
| Combinata nordica       |     |     |     |     |     |     | 1   |     |     |     |     |     | 1   |     | 1   |     |     |     | 3      |
| Curling                 |     |     |     |     | ●   | ●   | ●   | ●   | ●   | ●   | ●   | ●   | ●   | ●   | 1   | 1   |     |     | 2      |
| Freestyle               | ●   |     | 1   |     | 1   | 1   |     | 1   | 1   |     |     | 1   | 1   |     | 2   | 1   |     |     | 10     |
| Hockey su ghiaccio      |     |     | ●   | ●   | ●   | ●   | ●   | ●   | ●   | ●   | ●   | ●   | ●   | ●   | 1   | ●   | ●   | 1   | 2      |
| Pattinaggio di figura   | ●   |     | ●   | 1   |     | ●   | 1   | ●   | 1   |     | ●   | 1   |     | ●   | 1   |     | GG  |     | 5      |
| Pattinaggio di velocità |     |     | 1   | 1   | 1   | 1   | 1   | 1   |     | 1   | 1   |     | 1   | 1   |     | ●   | 2   |     | 12     |
| Salto con gli sci       |     |     | ●   | 1   |     | 1   |     |     | ●   | 1   |     | 1   |     |     |     |     |     |     | 4      |
| Sci alpino              |     |     |     | 1   | 1   |     | 1   |     | 1   | 1   | 1   |     | 1   |     | 1   | 1   | 1   |     | 10     |
| Sci di fondo            |     |     | 1   | 1   |     | 2   |     | 1   | 1   | 1   | 1   |     |     | 2   |     |     | 1   | 1   | 12     |
| Short track             |     |     |     |     | 1   |     |     | 1   |     | 2   |     |     | 1   |     |     | 3   |     |     | 8      |
| Skeleton                |     |     |     |     |     |     |     | ●   | 1   | 1   |     |     |     |     |     |     |     |     | 2      |
| Slittino                |     |     | ●   | 1   | ●   | 1   | 1   | 1   |     |     |     |     |     |     |     |     |     |     | 4      |
| Snowboard               | ●   |     | 1   | 1   |     | 1   | 1   |     |     |     | 1   | 1   |     | 2   |     |     | 2   |     | 10     |
| Cerimonia di chiusura   |     |     |     |     |     |     |     |     |     |     |     |     |     |     |     |     |     | CC  |        |
| Finali                  |     |     | 5   | 8   | 5   | 8   | 6   | 6   | 6   | 7   | 5   | 6   | 5   | 8   | 6   | 7   | 7   | 3   | 98     |

## Risultati

### Medagliere

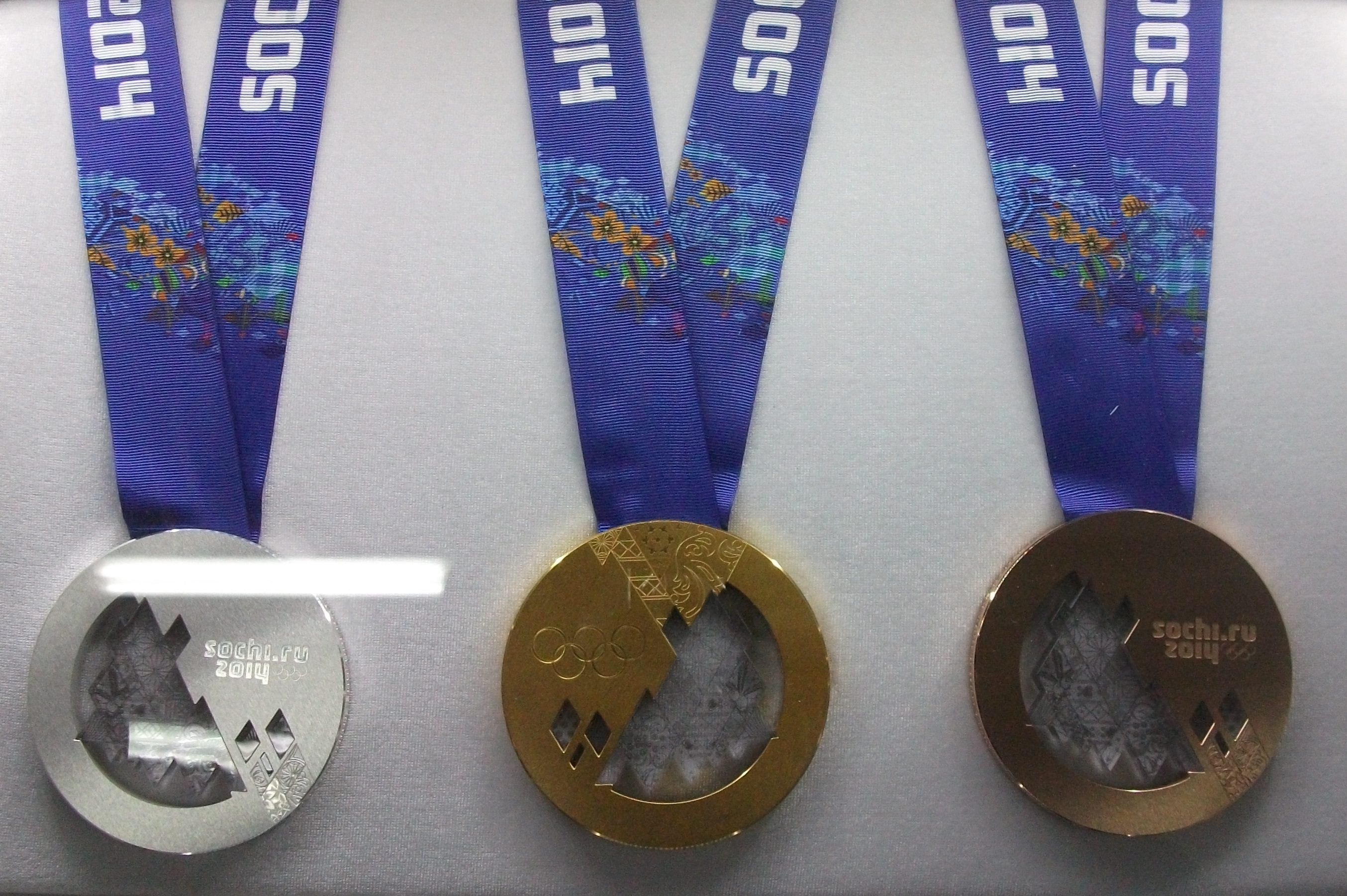
Medaglie per le Olimpiadi invernali 2014

Di seguito le prime 10 posizioni del medagliere:
  Nazione ospitante 
| Pos. | Paese       | Oro | Argento | Bronzo | Totale |
| ---- | ----------- | --- | ------- | ------ | ------ |
| 1    | Russia      | 11  | 10      | 9      | 30     |
| 2    | Norvegia    | 11  | 5       | 10     | 26     |
| 3    | Canada      | 10  | 10      | 5      | 25     |
| 4    | Stati Uniti | 9   | 9       | 10     | 28     |
| 5    | Paesi Bassi | 8   | 7       | 9      | 24     |
| 6    | Germania    | 8   | 6       | 5      | 19     |
| 7    | Svizzera    | 7   | 2       | 2      | 11     |
| 8    | Bielorussia | 5   | 0       | 1      | 6      |
| 9    | Austria     | 4   | 8       | 5      | 17     |
| 10   | Francia     | 4   | 4       | 7      | 15     |